# CBGA-FM
CBGA-FM est une station de radio canadienne francophone située à Matane, dans la province de Québec. Elle est détenue et opérée par la Société Radio-Canada et affiliée à son réseau généraliste ICI Radio-Canada Première.

## Histoire
En 1947, Roger Bergeron fait la demande à l'ancêtre du CRTC afin d'exploiter une station de radio à Matane pour desservir la région de la Gaspésie–Îles-de-la-Madeleine. La station entre officiellement en ondes en 1948, sous les lettres d'appel CKBL à la fréquence 1 250 kHz. Un réémetteur est ajouté à Sainte-Anne-des-Monts en 1968 à la fréquence 1 340 kHz.
Affiliée à la Société Radio-Canada dès 1957, le diffuseur public acquiert la station en 1972 et les lettres d'appel sont changées pour CBGA.
Au fil des ans, divers réémetteurs en modulation de fréquence sont ajoutés à plusieurs endroits afin de mieux desservir la région. En 1975, CBSI-FM à Sept-Îles sur la Côte-Nord, qui deviendra une station à part entière en 1982, ainsi qu'à Rimouski (AM) et Lac-au-Saumon, puis dans les années 1980 aux îles de la Madeleine et à divers endroits au nord de la région alors que le sud est plutôt desservi par des émetteurs en modulation d'amplitude mis en ondes au cours des années 1960.
En 2004, la station est convertie à la bande FM  à la fréquence 102,1 MHz.
Dans les années 2010, les réémetteurs sur la bande AM du sud de la région sont soit convertis ou sont remplacés par des réémetteurs diffusant sur la bande FM.

## Programmation régionale
- Bon pied, bonne heure! - Lundi au vendredi de 6 h à 9 h
- Au cœur du monde - Lundi au vendredi de 15 h à 17 h 30

### Programmation inter-régionale
- Samedi et rien d'autre - Samedi de 7h00 à 11h00 - Émission produite par CBF-FM Montréal et diffusée sur toutes les stations d'ICI Radio-Canada Première de la province de Québec.
- Jours fériés et période des fêtes de fin d'année de 6h00 à 9h00 - Émission produite en alternance par CJBR-FM, CBGA-FM et CBSI-FM et diffusée sur ces trois stations.
- D'est en est - Lundi au vendredi de 15h00 à 17h30 (jours fériés, période estivale, période des fêtes de fin d'année) - Émission produite en alternance par CJBR-FM, CBGA-FM et CBSI-FM et diffusée sur ces trois stations.
- Dessine-moi un été - Samedi de 6h30 à 11h00 (période estivale) - Émission produite par CBF-FM Montréal et diffusée sur toutes les stations d'ICI Radio-Canada Première de la province de Québec.

## Émetteurs
| Villes                                  | Identifiant | Fréquence | Puissance    | Classe | Coordonnées géographiques,   | Décision CRTC   |
| --------------------------------------- | ----------- | --------- | ------------ | ------ | ---------------------------- | --------------- |
| Matane (Station source)                 | CBGA-FM     | 102,1 FM  | 42 930 watts | C1     | 48° 50′ 00″ N, 67° 21′ 39″ O | 2003-564        |
| New Carlisle                            | CBGA-FM-1   | 98.7 FM   | 690 watts    | A      | 48° 00′ 32″ N, 65° 19′ 29″ O | 2018-257        |
| Gaspé (Rivière-au-Renard)               | CBGA-3-FM   | 91.5 FM   | 40 watts     | LP     | 48° 59′ 52″ N, 64° 25′ 52″ O | 90-893 90-893-1 |
| Lac-au-Saumon                           | CBGA-4-FM   | 97.5 FM   | 3 500 watts  | B      | 48° 23′ 50″ N, 67° 19′ 24″ O | 96-44           |
| Murdochville                            | CBGA-FM-6   | 97.7 FM   | 98 watts     | A      | 48° 57′ 56″ N, 65° 28′ 40″ O | 2013-183        |
| Sainte-Anne-des-Monts                   | CBGA-FM-7   | 101.1 FM  | 91 000 watts | C      | 49° 06′ 07″ N, 66° 17′ 11″ O | 2005-98         |
| Les Îles-de-la-Madeleine                | CBGA-8-FM   | 93.5 FM   | 4 400 watts  | B      | 47° 23′ 03″ N, 61° 55′ 00″ O | 94-914          |
| Cloridorme                              | CBGA-9-FM   | 105.1 FM  | 205 watts    | A1     | 49° 11′ 27″ N, 64° 53′ 31″ O |                 |
| Gaspé (Centre)                          | CBGA-10-FM  | 89.3 FM   | 4 250 watts  | B      | 48° 50′ 01″ N, 64° 15′ 24″ O |                 |
| Saint-Maxime-du-Mont-Louis (Centre)     | CBGA-11-FM  | 106.1 FM  | 2 145 watts  | A      | 49° 13′ 20″ N, 65° 45′ 33″ O | 2018-256        |
| Marsoui                                 | CBGA-12-FM  | 89.3 FM   | 41 watts     | A1     | 49° 12′ 21″ N, 66° 03′ 55″ O |                 |
| Saint-Maxime-du-Mont-Louis (Gros-Morne) | CBGA-13-FM  | 94.5 FM   | 210 watts    | LP     | 49° 14′ 58″ N, 65° 31′ 55″ O | 2018-257        |
| Grande-Vallée                           | CBGA-14-FM  | 104.1 FM  | 730 watts    | A      | 49° 13′ 00″ N, 65° 10′ 39″ O | 2018-257        |
| Gaspé (L'Anse-à-Valleau)                | CBGA-15-FM  | 101.5 FM  | 83 watts     | A1     | 49° 04′ 24″ N, 64° 32′ 16″ O |                 |
| Chandler                                | CBGA-FM-16  | 93.3 FM   | 1 530 watts  | A      | 48° 18′ 18″ N, 64° 41′ 56″ O | 2018-184        |
| New Richmond                            | CBGA-FM-17  | 104.3 FM  | 700 watts    | A      | 48° 08′ 51″ N, 65° 47′ 40″ O | 2018-256        |
| Percé                                   | CBGA-FM-18  | 104.5 FM  | 780 watts    | B1     | 48° 31′ 38″ N, 64° 14′ 37″ O | 2018-256        |
| Port-Daniel–Gascons                     | CBGA-FM-19  | 92.5 FM   | 775 watts    | A      | 48° 08′ 20″ N, 64° 59′ 07″ O | 2018-256        |
| Escuminac                               | CBGA-FM-20  | 92.3 FM   | 4 740 watts  | B1     | 48° 04′ 58″ N, 66° 34′ 50″ O | 2014-370        |
| Matapédia                               | CBGA-FM-21  | 101.5 FM  | 268 watts    | A      | 48° 58′ 20″ N, 66° 47′ 53″ O | 2014-353        |